# فلموغرافيا براهماندام

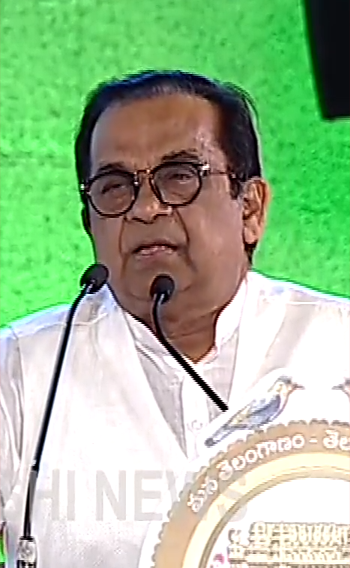

براهماندام هو ممثل هندي كوميدي يعمل في الغالب في أفلام التيلجو .  وهو حاصل حاليًا على الرقم القياسي العالمي في موسوعة غينيس .  وفي عام 2009، تم تكريمه بجائزة بادما شري لمساهمته في السينما الهندية.    كان براهمندا جزءًا من برنامج المسابقات التلفزيوني   على . وظهر في أكثر من ألف وخمسين فيلما. ووف كان أيضًا قاضيًا في العرض الكوميدي الارتجالي التلفزيوني التيلجو لعام 2018، تحدي الضحك الكبير التيلجو. 